# Et cetera
Et cetera (in latino et cetĕra, pronunciato [ɛt ˈkeːtɛra] in latino classico) è una locuzione latina che significa «e i rimanenti» (letteralmente), «ed altre cose», «e così via».
L'espressione et cetera deriva da «καὶ τὰ ἕτερα» (kai ta hetera, «e le altre cose»), anche se in greco è più frequente l'utilizzo di «καὶ τὰ λοιπά» (kai ta loipa, «e i rimanenti»).

## Varianti
Le prime varianti di et cetera risalgono al latino medioevale, durante il quale era scritto erroneamente anche con espressioni quali et cætera o et coetera. In seguito l'espressione latina viene ripresa in molte lingue. In inglese, ad esempio, è diventato accettabile l'utilizzo del vocabolo etcetera», scritto tutto attaccato. In italiano corrente invece il termine «eccetera» ha di fatto sostituito quello latino.
L'uso di «eccetera» è attestato nell'italiano scritto sin dal XIV secolo.

## Abbreviazione
Nel linguaggio scritto si è soliti utilizzare la locuzione et cetera mediante abbreviazioni che possono variare a seconda della lingua. Ad esempio, negli scritti anglofoni si scrive normalmente «etc.» o talvolta, specialmente in testi più datati, anche «&c.» (da notare l'utilizzo della e commerciale, legatura delle lettere «e» e «t»), mentre in italiano si è soliti scrivere «ecc.» (anticamente «ec.»). L'utilizzo di «etc.» in italiano è lecito, ma si preferisce la grafia «ecc.» rispecchiante la pronuncia italiana.
Tipicamente l'utilizzo di «ecc.» in un elenco richiede che l'abbreviazione venga seguita dal punto, mentre la virgola antecedente all'avverbio è opzionale.

### Esempi
Corretti
- A, B, C, ecc.
- A, B, C ecc.

Non corretti
- A, B, C, ecc
- A, B, C ecc
- A, B, C, ecc...